# George Howard (attore)
George Howard (1866 – Vancouver, 17 marzo 1921) è stato un attore statunitense del cinema muto.
Iniziò la sua breve carriera cinematografica alla fine degli anni dieci per la Selznick Pictures Corporation, passando in seguito alla Vitagraph, dove fu partner di Corinne Griffith, una stella del cinema dell'epoca. Tra le attrici con le quali lavorò ci fu anche Pearl White. 
Nel 1921, Howard fu protagonista di un film di propaganda religiosa, The Blasphemer, prodotto dalla Catholic Art Association. L'ultima sua apparizione sullo schermo risale al 1925, in I Want My Man.

## Filmografia
- Piccadilly Jim, regia di Wesley Ruggles (1919)
- The Darkest Hour, regia di Paul Scardon (1919)
- The Whisper Market, regia di George L. Sargent (1920)
- The Thief, regia di Charles Giblyn (1920)
- What's Your Reputation Worth?, regia di Webster Campbell (1921)
- The Blasphemer, regia di O.E. Goebel (1921)
- Ashes, regia di Gilbert M. 'Broncho Billy' Anderson (1922)
- I Want My Man, regia di Lambert Hillyer (1925)